# (10988) Feinstein
(10988) Feinstein est un astéroïde de la ceinture principale.

## Description
(10988) Feinstein est un astéroïde de la ceinture principale. Il fut découvert le 28 juillet 1968 à El Leoncito par l'Observatoire Félix-Aguilar. Il présente une orbite caractérisée par un demi-grand axe de 2,28 UA, une excentricité de 0,26 et une inclinaison de 24,0° par rapport à l'écliptique.

## Compléments